# Мереф'янський скляний завод

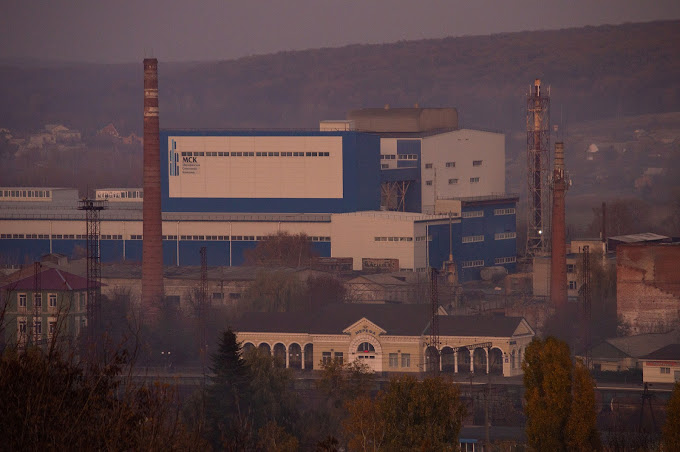
Мереф'янський Скляний завод

Мереф'янський скляний завод — промислове підприємство у місті Мерефа Харківської області, яке припинило виробничу діяльність.

## Історія

###### 1896 - 1917
У 1896 році в селищі Артемівка на околиці слободи Мерефа Харківського повіту Харківської губернії Російської імперії поміщик Борткевич збудував скляний завод, на якому працювало 275 робітників для забезпечення склотарою Артемівського спиртзаводу. Під час першої російської революції на заводі виникла профспілкова організація, 1 травня 1906 профспілка організувала страйк рабочих. У 1909 року 200 робочих заводу було звільнено. 10 травня 1912 року всі робітники заводу припинили роботу на знак протесту проти розстрілу на Ленських золотих копальнях. У результаті страйку адміністрація заводу була змушена піти на поступки і підвищити заробітну плату на 5%. У 1911 року власниками заводу стали бельгійські капіталісти.

###### 1918 - 1991
У грудні 1917 року у Мерефі була встановлена Радянська влада і склозавод було націоналізовано. Надалі під час громадянської війни підприємство постраждало, але після закінчення бойових дій було відновлено. У 1923 році на заводі була введена в експлуатацію перша ванна-піч, а через два роки ще дві печі, що дозволило збільшити обсяги виробництва на 170%. Через війну, 1926 року завод випустив продукції у сумі 2 млн. радянських рублів. Надалі завод отримав нову назву - Мереф'янський скляний завод ім. Г. І. Петровського . Після початку індустріалізації підприємство було розширено, розпочалося оновлення обладнання. 15 лютого 1932 року на заводі було створено експериментальну майстерню, цехові комісії раціоналізаторів та групи колективної розробки раціоналізаторських пропозицій, активізувався обмін досвідом, що забезпечило позитивні результати: з 1928 до 1933 року вихід скляної маси було збільшено у 1,5 раз. 29 вересня 1934 року склозавод (раніше ставився до категорії підприємств місцевої промисловості) було передано у відання наркомату легкої промисловості СРСР. Після початку Великої Вітчизняної війни завод освоїв випуск ампул для донорської крові та капсул для пляшок з горючою сумішшю (за дострокове та якісне виконання цього завдання командування РСЧА оголосило подяку колективу працівників заводу). У період німецької окупації міста (21 жовтня 1941 – 5 вересня 1943 р.) завод був зруйнований, але вже восени 1943 року почалося його відновлення. У 1944 році відновила роботу ванна-піч № 4 потужністю 600 м² шибки на добу. Відповідно до четвертого п'ятирічного плану відновлення та розвитку народного господарства СРСР до 1947 року склозавод був переважно відновлено, а 1949 року перевищив обсяги виробництва, давши надпланову продукцию. Надалі, почалося розширення виробництва: 1954 року на заводі діяло 11 печей, 1955 - 38 печей, 1956 року - 46 печей. У 1958 році був введений в експлуатацію цех із виробництва штапельного скловолокна, у 1959 році - цех із виготовлення теплоізоляційних рулонів із штапельного волокна. У цей час була прискорена механізація виробничих процессов. У 1965 році завод випускав скляні флакони та пляшки, жароміцний посуд, кілька видів скловолокна, штапельне волокно, бандажні стрічки, нитки та іншу продукцію. Крім того, завод підтримував коопераційні зв'язки зі склозаводом "Моравія" (ЧССР). Загалом, у радянські часи завод входив до числа провідних підприємств міста, він випускав стрічки і тканини зі скляних кручених ниток, посуд з жаростійкого скла, скловату, а також склотару для харчової, лікеро-горілчаної та безалкогольної продукції.

###### Після 1991
У травні 1995 року Кабінет Міністрів України ухвалив рішення про приватизацію заводу протягом 1995 года, після чого державне підприємство було перетворено на відкрите акціонерне товариство. Також, у 1990-ті роки виробнича ділянка з виготовлення скловолокна була виділена в окреме підприємство. Надалі склозавод перейшов у власність ТОВ "Мерефянська скляна компанія" . У 2006 році на підприємстві розпочалося будівництво нового цеху з виробництва склотари методом вузькогорлого пресового видування NNPB, що дозволяє виробляти пляшки меншої ваги за рахунок більш оптимального розподілу скла . Виробництво проектної потужністю 800 тис. скляних пляшок на добу, оснащене імпортним німецьким обладнанням, було введено в експлуатацію в травні 2008 року. У 2009 році основною продукцією заводу була стандартна склотара (горілчані пляшки ємністю 0,25 л і 0,5 л, а також пляшки винні ємністю 0,7 л), також випускалися також ексклюзивні пляшки. Крім того, влітку 2009 р. на підприємстві розпочалося серійне виробництво банок для плодоовочевої консервації ємністю 0,72 л та 0,5 л. У результаті в 2009 році завод виробив 147 млн. 150 500 шт. склотари . У квітні 2010 року Антимонопольний комітет України дозволив київській компанії ТОВ "DCH" придбати контрольний пакет акцій ТОВ "Мерефянська скляна компанія". Надалі, у вересні 2010 року дозвіл на купівлю контрольного пакета (понад 50% статутного фонду) отримала голландська компанія "Balsand B.V.", що діяла на користь турецької компанії "Anadolu Cam Sanayii" і власником заводу стала турецька група компаній " Sisecam " . У грудні 2014 року завод зупинив виробничу діяльність.